# 核のフットボール
核のフットボール（かくのフットボール、英語：Nuclear football）とは、アメリカ合衆国大統領が司令部を離れている時でも核攻撃の許可を出せる各種道具が入った黒いブリーフケースである。このブリーフケースはアメリカ軍の戦略的防衛システムにおいて、ホワイトハウス地下のシチュエーションルームなどの固定された司令部に対する移動可能な連絡機器として機能する。正式名称は大統領緊急カバンと言う。俗に原子フットボール、大統領の非常用サッチェル、核のボタン、ブラック・ボックス、あるいは単にフットボールとも呼ばれる。

## 内容
ワシントン・ポストの報道によれば、大統領には核兵器の発射コードとフットボールを携帯した軍事顧問1名が常に随伴しており、そのフットボールとは、黒い革のカバーで覆われているゼロハリバートン社製アタッシェケースのことである。カバンの重さはおよそ20キログラムで、持ち手のところには、小型のアンテナが伸びている。
ホワイトハウス軍務室のトップであったウォーレン・ガリーは、サイモン&シュスターから上梓した「ブレイキング・カヴァー」のなかでこう記している。
以上のようにカバンの中にボタンは無いとされている。なおカバンとは別に核攻撃を命じる権限を認証する「ビスケット」と呼ばれる暗号入りのカードを大統領は常に携帯する。

## 運用
アメリカ軍の最高司令官であるアメリカ合衆国大統領が「核兵器の使用」を決断した場合はフットボールの「運び人」がそばに呼ばれ、カバンが開けられると統合参謀本部に指令信号あるいは「警告」のアラームが送られる。大統領は顧問と攻撃についてとりうる選択肢を協議し、様々な手段の中から攻撃案を決定する。
これらはOPLAN（Operation Planの略。以前の単一統合作戦計画）8010のもとで予め決められた戦争計画の一部である。そして鞄の中にある何らかの通信技術を用いて、顧問は国家軍事指揮センターと連絡を取る。あるいは報復攻撃の場合であれば、複数の空中司令部（おそらくボーイングE-4Bを出動させる）を初めとする各司令部とも交信を行う。
命令がアメリカ軍によって実行されるためには、プラスチック製のカードの形で発行され大統領本人が常に身に着け持ち歩く特別なコード「ビスケット」を使って、大統領が本人と認証される必要がある。このコードは『ゴールド・コード』とも呼ばれる。
アメリカは大統領だけが核兵器の発射を命令出来るが、その命令は国防長官の確認を受けなければならない（大統領が攻撃によって死亡した場合は大統領の継承順位に従う）。国防長官の確認は大統領本人の命令であることのみを確認するのであって、大統領の発射命令は拒否できず、必ず従わなければならない。コードが全て認証されると軍はしかるべき部隊へ攻撃命令を出す。これらの命令は下されてからもその真偽の再確認が続く。
フットボールは大統領の軍事顧問が交代制で運搬に務め、その勤務予定は極秘扱いである（各軍種より1名ずつ選ばれる）。顧問は手首に特殊なケーブルを巻いて物理的にブリーフケースを身に付けることもある。
アメリカ軍の士官に当たり、給与等級はO-4（少佐）かそれ以上、任命に当たっては極めて厳しい身元調査が行われ、いわゆるヤンキー・ホワイトに該当するかが調べられる。彼らにはいかなる時でも大統領が容易にフットボールを使用可能な状態にしておくことが求められる。
大統領が職務を遂行できなくなった場合には副大統領が大統領権限を代行することから副大統領用のものもある。

## 職務の引継
大統領職が引き継がれる場合、通常は新旧大統領が同席する就任式において側近の間で引き継がれる。
2021年1月20日の第45代大統領ドナルド・トランプから第46代大統領ジョー・バイデンへの政権移行では、前大統領が就任式に欠席したため2つのかばんを用意し設定した時間に古いカバンの暗号を無効化する手続きが取られた。スタンフォード大学教授のスコット・サガンは新旧大統領が同席しない移行に「プロセスを不必要に複雑化する」と懸念を指摘した。

## 歴史・逸話
フットボールの歴史はアイゼンハワー大統領の時代まで遡ることができるが、現在の使用方法になったのは1962年のキューバ危機の際にソビエト連邦軍がモスクワの許可を得ずにキューバから核ミサイルを発射してしまう事を懸念していたケネディ大統領以降のことである。
AP通信の記事によれば、この「フットボール」という通称はある攻撃計画に付けられた「ドロップキック」というコードネームに由来するものである。この名前は実際のカバンの性質や形状に誤解を生じることがあり、実際にケースのカバーは本物のフットボールを包めるぐらい大きいからである。
グラフィック・ノベル『ウォッチメン』には、1985年にまだ大統領であったという設定でリチャード・ニクソンが登場するが、彼の腕には危機に備えて文字通り「核のフットボール（フットボールの形をした金属製の機器）」が繋がれている。作中でそうだと明示されることは無いのだが、この機器には現実のフットボールと同じか、あるいは核攻撃の電子起動装置が内蔵されていることがほのめかされる。
カーターとレーガンも大統領在職中は背広のポケットに発射コードを入れたままにしていたと語っている。ちなみにジョン・クライン下院議員は海兵隊の元大佐であり、カーターとレーガンの時代にフットボールを運んでおり、以下の発言を残した。
1981年3月30日のロナルド・レーガン大統領暗殺未遂事件直後、レーガンとフットボールは別々の場所にあった。レーガンは前任者であるカーターと同じくカードをポケットに入れて歩くことを好んでいたが、ERの外科治療の際に衣服が切り取られた時に、レーガンはカードを無くしてしまった。後にそのERの床にあったレーガンの靴から無造作にしまわれたカードが発見されたため、「レーガンはカードを靴下に入れて持ち歩いている」という都市伝説が生まれた。この時はカード以外の中身もレーガンと離ればなれになった。これは運び役の士官が負傷した大統領を運ぶ車の行列に置いて行かれたためだった。
このように大統領がフットボールを運ぶ人間と離ればなれになることが時々発生し、1973年のニクソン大統領にもこれが起こった。ニクソンはキャンプ・デービッドにおいて、ソビエト連邦最高指導者レオニード・ブレジネフにリンカーン・コンチネンタルを贈ったが、この車にニクソンを乗せたブレジネフは不意に高速道路を逆戻りした。そのためシークレットサービスは置き去りにされ、フットボールとニクソンの警備部隊は30分近くも分散したままだった。
他の歴代大統領であるフォード、カーター、父ブッシュと、時代が下ってクリントンにもフットボールと離れた時間帯があった。ただし、こうした事件においてフットボールの完全性が損なわれた例は無かった。
2016年5月27日にオバマ大統領が広島を訪問した際にもフットボールは持ち込まれており、「世界で初めて原子爆弾が投下された地点を事実上の核兵器発射基地にしたことは矛盾をはらんでいる」という趣旨の批判的な論調もあった。
こうした核兵器の発射命令システムは、他の核保有国を含めて「核のボタン（Nuclear Button）」と自称・通称されることがある。2018年1月に北朝鮮の最高指導者である金正恩の「核のボタンは執務机の上にある」という発言が伝えられると、アメリカのトランプ大統領はツイッターに「私の核のボタンの方がより大きく、強力で、しかもちゃんと作動する（I too have a Nuclear Button, but it is a much bigger & more powerful one than his, and my Button works!）」と書き込んで、北朝鮮を牽制した。
ただし前述したように実際のシステムは「ボタン」ではなく、大統領や士官がフットボールの取り扱いを誤っても意図せずに発射される事は無い。

## 関連文献
- Ford, Daniel F. (1985). The Button: The Pentagon's Strategic Command and Control System. New York: Simon and Schuster. ISBN 0-671-50068-6. OCLC 11533371.
- Gulley, Bill, and Mary Ellen Reese. (1980). Breaking Cover. New York: Simon and Schuster. ISBN 0-671-24548-1. OCLC 6304331.